# René Schafer

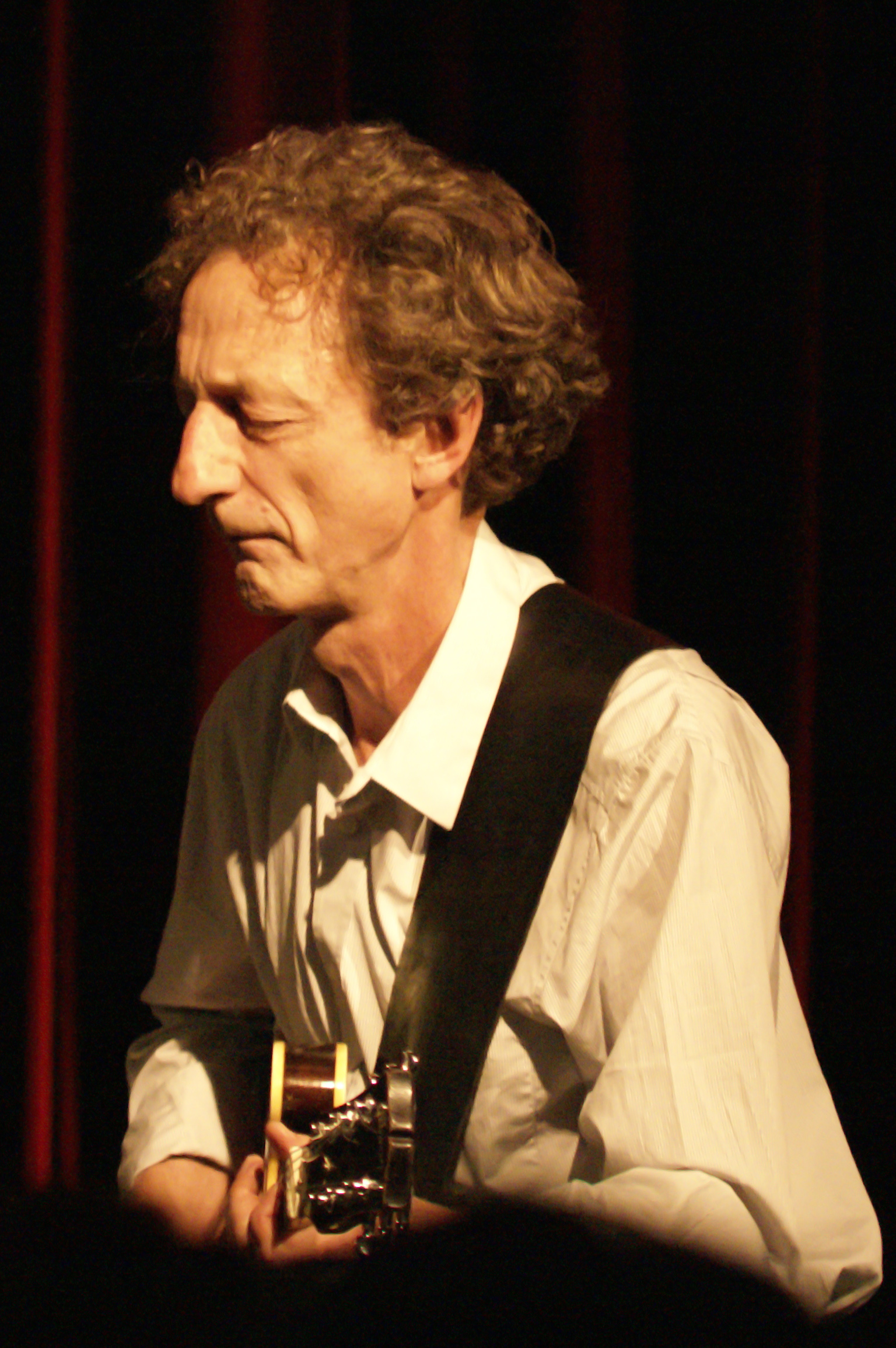
Schafer (Juni 2009)

René Schafer (* 6. Januar 1953 in Matten bei Interlaken), auch bekannt als Schifer Schafer ist ein Schweizer Musiker, Komponist und Arrangeur.

## Leben
Schafer erlernte Klavier- und Gitarrespielen und gründete seine erste Gruppe die Panthers. Später spielte er bei der progressiven Gruppe Los Popperos und ab Juni 1972 bis zu deren Auflösung 1978 bei der Mundartrockgruppe Rumpelstilz. Er brach die begonnene pädagogische Ausbildung ab und verlegte sich auf Kompositionen und Musikarrangements.
1989 war er auf der selbstproduzierten Stiller-Has-Musikkassette Stiller Has zu hören. Im März 1994 koproduzierte er das Stiller-Has-Album Landjäger und ging im Herbst desselben Jahres mit der Gruppe und dem Werkstattorchester Basel auf Tournee. Oktober 1995 bis August 1997 war Schifer mit Hank Shizzoe auf Europa- und Amerika-Tournee und ausserdem an den Aufnahmen zu dessen Album Plenty of time (1998) beteiligt. Schafer war dann immer öfter mit Stiller Has zu sehen und von 2000 bis 2016 festes Mitglied dieser Gruppe.